# Дан е Катр Вант
Дан е Катр Вант (фр. Danne-et-Quatre-Vents) насеље је и општина у североисточној Француској у региону Лорена, у департману Мозел која припада префектури Сарбур.
По подацима из 2011. године у општини је живело 596 становника, а густина насељености је износила 82,78 становника/km². Општина се простире на површини од 7,2 km². Налази се на средњој надморској висини од 350 метара (максималној 379 m, а минималној 205 m).

## Демографија
| 1962. | 1968. | 1975. | 1982. | 1990. | 1999. | 2011. |
| ----- | ----- | ----- | ----- | ----- | ----- | ----- |
| 521   | 529   | 552   | 549   | 511   | 522   | 596   |

График промене броја становника у току последњих година